# Route nationale 739
Die Route nationale 739, kurz N 739 oder RN 739, war eine französische Nationalstraße, die von 1933 bis 1973 in zwei Abschnitten zwischen einer Kreuzung mit der Nationalstraße 141 südöstlich von Saint-Claud und Tonnay-Charente verlief. Ihre Gesamtlänge betrug 104,5 Kilometer.